# 裴冑
裴 冑（はい ちゅう、729年 - 803年）は、唐代の官僚。字は胤叔。本貫は絳州聞喜県。

## 経歴
戸部尚書の裴寛の甥にあたる。明経に及第し、太僕寺主簿を初任とした。安史の乱により長安・洛陽が陥落すると、裴冑は他州に退避した。安史の乱が終息すると、裴冑は秘書省正字に任じられ、秘書郎に累進した。陳少遊が陳鄭節度留後となると、その推薦により裴冑は大理寺司直に試用された。陳少遊が罷免されると、隴右節度使の李抱玉の推薦により裴冑は監察御史に任じられたが、弾劾の職は得意ではなく、帰郷して免官された。陳少遊が宣歙観察使となると、裴冑はその幕府に召し出されたが、李抱玉の怒りを買い、桐廬県尉に左遷された。
裴冑は浙西観察使の李栖筠の推薦を受けて、大理寺評事・観察支度使に任じられた。大暦11年（776年）、李栖筠が死去すると、裴冑は李栖筠の喪を守って洛陽に帰った。李栖筠はかつて元載と対立していたことから、裴冑の行為は政治的に危険だとみなされたが、裴冑は平然と心のままに喪に服して、顧みることがなかった。淮南節度使の陳少遊の上奏により、裴冑は検校主客員外郎となり、侍御史・観察判官を兼ねた。ほどなく行軍司馬となり、宣州刺史に転じた。
大暦14年（779年）、楊炎が宰相となると、裴冑は楊炎の命を受けた酷吏の員㝢に雑俸銭を着服した罪を取り調べられ、汀州司馬に左遷された。ほどなく長安に召還されて少府少監となり、京兆少尹に任じられた。父の名を冠した官を受けず、国子司業に転じた。貞元3年（787年）、潭州刺史・湖南観察使として出向した。貞元7年（791年）、洪州刺史・江西観察使に転じた。前の江西観察使の李兼が洪州の軍1000人あまりを罷免したが、裴冑が着任すると、上奏してもとに戻させた。貞元8年（792年）、荊南節度使の樊沢が襄州に移駐すると、裴冑は樊沢に代わって江陵尹・荊南節度使となり、御史大夫を兼ねた。
ときに諸道の節度使や観察使は進奉を名目に民衆から搾取収奪していたが、裴冑は通常の税賦以外を徴収することはなかった。宴会の礼も三爵にとどまり、酔って楽しむことはなかった。貞元19年（803年）10月、死去した。享年は75。尚書右僕射の位を追贈された。諡は成といった。

## 伝記資料
- 『旧唐書』巻122 列伝第72
- 『新唐書』巻130 列伝第55